# 阿德里安·穆图
阿德里安·穆图（Adrian Mutu，1979年1月8日—），前羅馬尼亞國腳，司職前鋒。穆图是一個多才多藝的攻擊球員，他的腳法細膩，閱讀球賽能力和速度兼備。此外，他亦能擔任影子前鋒及翼鋒。

## 早期生涯
穆图在FC Argeş Piteşti開始職業球員生涯。他在1997年3月15日對首次亮相。在41場比賽中取得11個入球，之後就以600萬歐元轉會到布加勒斯特迪納摩。
穆图在轉會後的表現十分精湛，他在效力布加勒斯特戴拿模的一個球季取得22個入球，球會亦在該季取得雙料冠軍。

## 意甲生涯

### 國際米蘭
1999年，國際米蘭以650萬歐元把穆图帶到意甲聯賽。他於2000年1月6日主场以5-0擊敗佩鲁贾是他首场的意甲赛事。
可是，當時國際米蘭擁有大量球星，前鋒人腳更是球星如雲。在國際米蘭，穆图需要與陣中的巴西國腳罗纳尔多、意大利中鋒韋利等球星爭逐上陣機會。因此，穆图在那時的出場次數並不多，他只替國際米蘭上陣過10場比賽。

### 維羅納
穆图在國際米蘭的生活鬱鬱不得志，最終他只效力了半個球季，便被外借至其他意甲球會。在2000年年底，他被外借先到維羅納。穆图在維羅納的表現不俗，成為球隊攻擊線上的重要一員。他在維羅納的的首個球季，更協助球隊成功護級。之後維羅納向國際米蘭提出正式收購穆图，結果維羅納以400萬歐元正式買斷穆图。正式轉會後的穆图仍然保持著良好的表現，他上陣了32場聯賽賽事，攻入12球，是球隊的首席射手。可惜的是，維羅納在當屆聯賽表現不佳，後防失球數字偏高，穆图的入球仍無力帶領維羅納避過降班的厄運。

### 帕爾馬
維羅納降班後，另一支意甲球會帕爾瑪看中穆图，結果他再度轉會，仍然留在意甲比賽。加盟帕爾馬的穆图表現更見突出。他在那裡與巴西前鋒阿德里亚诺組成意甲其中一對火力強勁的前鋒組合。穆图在這個球季攻入21個入球，是他在意甲生涯中入球數字最高的一個球季，協助帕爾瑪取得聯賽第4名。

## 轉戰英超

### 切尔西
穆图在帕爾瑪的突出表現，引來很多歐洲大球會的注意，在2003年8月，他以1,580萬英鎊轉會費加盟英超球會車路士。轉戰英超的穆图在加盟初期的表現頗為抢眼，他在切尔西對莱斯特城的英超聯賽首次上陣，並射入一球，在首5場比賽射入6球。可是，他的傑出表現不能持續，與同樣新加盟的阿根廷前鋒基斯普被認為名不副實。縱然穆图上陣機會很多，他在英超的首季只攻入了10球。
在之後一個球季，切尔西再購入科特迪瓦前鋒杜奧巴和塞尔维亚前鋒基士文，穆图上陣機會大減。
更甚的是，於2004年10月18日於一次藥檢中被揭發有服用違禁藥物，初時有報導為海洛英，但穆图否認並稱是一種增進性能力的藥物，結果被車路士解僱。結果他被罰停賽7個月，並需繳交20,000歐元罰款。

## 重返意甲

### 尤文图斯
穆图在被切尔西解約的數個月後，意甲勁旅尤文图斯邀請他加盟，並在2005年1月與該意甲球會簽約5年。他在該個球季的季尾首次替新球會上陣。
尤文图斯當時已有瑞典前鋒伊巴謙莫域和查斯古特在陣，領隊卡比路把穆图安排出任左翼。他共為尤文图斯攻入了7個入球。

### 佛罗伦萨
在2006年夏天，意甲醜聞爆發，尤文图斯被罰貶落乙組。由於在乙組比賽的收入大減，尤文图斯決定放走一些球員，以減輕球會在支出的負擔。2006年7月，穆图以800萬歐元轉投費倫天拿，與隊中的意大利射手卢卡·托尼合作攻堅。
穆图在效力佛罗伦萨的首個球季，重現他效力帕爾瑪時的入球本領，他與托尼二人在意甲聯賽合共攻入32個入球，帶領佛罗伦萨得以出席來季的歐洲足協盃。
在2007-2008赛季，尽管托尼加盟了拜仁慕尼黑，使佛罗伦萨的实力有所削弱，但穆图继续了良好的状态，在对森多利亞及帕尔玛等球队的比赛中都攻入了重要的进球，当选队内的头号射手已基本没有了悬念。
2010年1月28日，穆图在之前同巴里的意甲联赛赛后例行的尿检中促红细胞生长素呈阳性，被意大利足协处以禁赛10个月的处罚，直到12月5日的2010-2011赛季的意甲对阵卡利亚里的比赛他才重新上场，在这场比赛里他打进了唯一的进球。

### 切塞納
2011年，穆图與切塞納簽下了一份為期兩年、屆時可以自動續約一年的合約。

### 阿雅克肖
2012年，穆图與法甲阿雅克肖簽下了一份為期兩年、屆時可以自動續約一年的合約。

## 註腳
1. ↑  . BBC Sport. 12 August 2003  [5 November 2009]. （原始内容存档于2022-06-29）.
2. ↑  . UEFA. 12 August 2003  [5 November 2009]. （原始内容存档于2008-04-06）.
3. ↑   (PDF). Court of Arbitration for Sport. 31 July 2009  [6 November 2009]. （原始内容 (PDF)存档于21 July 2011）.
4. ↑  .   [2008-06-09]. （原始内容存档于2021-05-20）.